# フローニン語
フローニン語（Gronings、フローニン語：Grönnegs）は、低ザクセン語のうちオランダ低ザクセン語の方言で、オランダのフローニンゲン州を中心に話されている。ドレンテ州の北と東、フリースラント州の町コルメルラントにも話者がいる。フローニンゲン州とドイツとの国境地帯では、フローニン語と東フリースラント語（Ostfriesisch）は、同じ1つの方言と見なされることもある。「北ドレンテ語」と呼ばれることもある。

## 概要
フローニン語は、15世紀にフローニンゲンの都市が周囲に影響力を及ぼし出したときに認識されるようになった。周囲の地域（Ommelanden）ではフリジア語が話されていたが、フローニンゲンでは低ザクセン語が話されていた。1564年にフローニンゲンが周囲の地域とともに1つの州となると、その地域ではフリジア語がすたれ、フローニンゲンの低ザクソン語が話されるようになった。200年後には東フリジア地域にもフローニン語が拡大した。ただし、フローニン語と東フリジア語にはフリジア語由来の共通の語彙と文法もある。

## 言語名別称
- Groningen
- Grunnings
- Neuniederdeutsch

## 方言
- Veenkoloniaals (gos-vee)
- 西フローニン方言 West Groningen (gos-wes)
- ウェステルウォルド方言 Westerwolds (gos-wet)
- フローニン＝東フリジア方言 Groningen-East Frisian (gos-gro)